# Mount Hampden
Mount Hampden – miasto w Zimbabwe, w prowincji Maszona Wschodnia.